# Bertel Broman
Bertel Broman   (Hèlsinki, 21 d'agost de 1889 - Hèlsinki, 11 de maig de 1952) va ser un regatista finlandès que va competir durant la dècada de 1920.
El 1928 va prendre part en els Jocs Olímpics dd'Amsterdam, on va guanyar la medalla de bronze en la regata de 12 peus Dinghy del programa de vela.